# Moto G54 5G
O Moto G54 5G é um smartphone desenvolvido pela Motorola Mobility.
Foi lançado em 2023.

## Especificações
O Moto G54 5G possui um ecrã LCD IPS de 6,5 polegadas com uma resolução de 1080 × 2400 pixels. O sistema operacional é Android 13.